# ميك نورمان
ميك نورمان (19 يناير 1933 بنورثامبتون في المملكة المتحدة - ) (بالإنجليزية: Mick Norman)‏ هو لاعب كريكت بريطاني. لعب مع نادي مقاطعة ليسترشاير للكريكت ‏ ونادي مقاطعة نورثامبتونشير للكريكت ‏.

## وصلات خارجية
- ميك نورمان على موقع إي آس بي آن كريك إنفو (الإنجليزية)